# Poče
Poče este o localitate din comuna Cerkno, Slovenia, cu o populație de 82 de locuitori.